# András Németh (Badminton)
András Németh (* 21. Juli 1991) ist ein ungarischer Badmintonspieler. 

## Karriere
András Németh wurde 2008 und 2009 ungarischer Juniorenmeister. 2009, 2011 und 2012 war er mit seinem Team Pécsi Multi-Alarm SE bei den ungarischen Mannschaftsmeisterschaften erfolgreich. 2008, 2011 und 2012 siegte er bei den nationalen Titelkämpfen im Herrendoppel.